# Gelbbrust-Sumpfhuhn
Das Gelbbrust-Sumpfhuhn (Laterallus flaviventer; Syn.: Porzana flaviventris) ist eine Vogelart aus der Familie der Rallen (Rallidae), die auf Kuba, Jamaika, Hispaniola, Puerto Rico, in Mexiko, Belize, Guatemala, El Salvador, Costa Rica, Panama, Kolumbien, Venezuela, Guyana, Suriname, Französisch-Guayana, Ecuador, Brasilien, Bolivien, Paraguay, Argentinien und Uruguay vorkommt. Der Bestand wird von der IUCN als nicht gefährdet (Least Concern) eingeschätzt.

## Merkmale
Das Gelbbrust-Sumpfhuhn erreicht ein Körpergewicht von bis zu 20 bis 29 g bei einer Körperlänge von etwa 12,5 bis 14 cm. Es besteht kein Geschlechtsdimorphismus. Es ist ein sehr kleines Sumpfhuhn mit langen Zehen, die es ihm ermöglichen, auf schwimmender Vegetation zu laufen. Es hat einen kurzen schwarzen Schnabel und orangegelbe Beine. Der Oberkopf und der Augenstreif sind schwarz, der Überaugenstreif weiß. Der hintere Nackenbereich und der Rest der Oberseite ist gelbbraun mit schwarzen Streifen und weiß am Mantel und an den Schulterfedern. Die mittleren oberen Flügeldecken und die Schirmfedern sind schwarz und weiß gebändert. Dazu hat es teils einige lange blass braune Flügeldecken die große Teile der Flügeldecken bedecken. Die Unterseite wirkt stark gelbbraun, die Kehle ist weißlich und die Flanken und Unterschwanzdecken schwarz und weiß gebändert. Jungvögel ähneln den erwachsenen Vögeln, doch setzen sich die Streifen auf den Flanken bis zur Seite der Brust fort.

## Lautäußerungen
Zu den Lauten des Gelbbrust-Sumpfhuhns gehört ein tiefes, raues, gerolltes oder rufendes k'kuk kurr-kurr oder ein klagendes, quietschendes, einzelnes oder wiederholtes krir oder krreh. Dies klingt ähnlich wie beim Carolinasumpfhuhn (Porzana carolina).

## Fortpflanzung
Ein männliches Gelbbrust-Sumpfhuhn in El Salvador war im August in Brutstimmung, in Costa Rica im Juli, und auf Trinidad im Februar. In Kolumbien wurden Jungtiere im Februar beobachtet. Das Nest wird lose auf Wasserpflanzen oder im Sumpfgras gebaut. Ein Gelege besteht aus drei bis fünf Eiern. Bei einer Studie in Puerto Rico wurden funfzehn Nester mit Eiern von Januar bis Juni beobachtet. Dabei war der Schlupferfolg bei 65 % und 40 % der Geschlüpften Tiere überlebten. Sechs der Nester wurden geplündert. Die Eier sind im 24,4 mm × 18,o mm groß.

## Verhalten und Ernährung
Das Gelbbrust-Sumpfhuhn ernährt sich von kleinen Schnecken, Insekten und Samen. Diese finden es im Wasser, im Schlamm und der Vegetation. Die Futtersuche erfolgt zwischen heranwachsenden Pflanzen. Es taucht frühmorgens und abends aus der Deckung auf, um am Rande des Sumpfes zu fressen. Dabei läuft es über schwimmende Pflanzen und klettert leicht durch verworrenen Schilfbewuchs.

## Verbreitung und Lebensraum

Verbreitungsgebiet (grün) des Gelbbrust-Sumpfhuhns

Das Gelbbrust-Sumpfhuhn bevorzugt Süßwassersümpfe, grasbewachsene Ränder von Seen und Teichen, überschwemmte Felder, Reisfelder und schwimmende Wasservegetation wie Wasserhyazinthen. Sehr selten ist es in Salzwasserhabitaten unterwegs. Es bewegt sich in Höhenmlagen von Meeresspiegel bis in 2500 Meter.

## Migration
Normalerweise wird das Gelbbrust-Sumpfhuhn als Standvogel betrachtet. Allerdings wurde beobachter, dass es im westlichen Teil des Río Meta nur von März bis Juli anwesend war. In Costa Rica macht es wahrscheinlich lokale Wanderungen in Verbindung mit wechselnden Wasserständen. Ein Exemplar wurde im Mai nachts unter einer Straßenlaterne in einem Dorf in Veracruz gefunden.

## Unterarten
Es sind folgende Unterarten bekannt:
- Laterallus flaviventer gossii (Bonaparte, 1856)[3] kommt auf Kuba und auf Jamaika vor. Ist neben der Nominatform die größte Unterart.[1]
- Laterallus flaviventer hendersoni (Bartsch, 1917)[4] ist auf Hispaniola und auf Puerto Rico verbreitet. Diese Subspezies hat die hellste Oberseite aller Unterarten.[1]
- Laterallus flaviventer woodi (Van Rossem, 1934)[5] kommt im zrentralen Mexiko bis ins nordwestliche Costa Rica vor.
- Laterallus flaviventer bangsi (Darlington, 1931)[6] ist im nördlichen Kolumbien verbreitet. Die Unterart hat die dunkelste Unterseite aller Unterarten.[1]
- Laterallus flaviventer flaviventer (Boddaert, 1783)[7] kommt in Panama bis über die Guyanas südlich über Brasilien bis ins nördliche Argentinien vor. Von allen ist diese Unterart am  dunkelsten an Nacken und Brust.[1]

## Etymologie und Forschungsgeschichte
Die Erstbeschreibung des Gelbbrust-Sumpfhuhn erfolgte 1783 durch Pieter Boddaert unter dem wissenschaftlichen Namen Laterallus flaviventer. Als Verbreitungsgebiet gab er Cayenne an, basierend auf Le Pertit Râle de Cayenne von Georges-Louis Leclerc, Comte de Buffon. 1855 führte George Robert Gray die neue Gattung Laterallus ein. Allerdings referenzierte Gray auf Laterallus Bonaparte, 1854). Bonapartes Name muss als Nomen nudum nach den Internationalen Regeln für die Zoologische Nomenklatur betrachtet werden, da Bonaparte weder eine Art für die Gattung nannte, noch eine Beschreibung der Charakteristika  des Vogels. Eine weitere Problematik hinsichtlich des Gattungsnamens analysierte James Lee Peters, der Laterallus Priorität über Creciscus Cabanis, 1857 zusprach. Dieser Begriff ist ein Wortgebilde aus lateinisch lateralis, latus ‚an der Seite, Seite‘ und vermutlich dem Französischen Rasle, Râle für die Ralle. Der Artname flaviventer stammt von lateinisch flavus ‚gelb, goldengelb‘ und lateinisch venter, ventris ‚Bauch‘ ab. Gossei ist Philip Henry Gosse (1810–1888) gewidmet, hendersoni John Brooks Henderson (1870–1923), woodi Casey Albert Wood (1856–1942) und bangsi Outram Bangs (1863–1932). Alfred Laubmann hatte für sein Werk Die Vögel von Paraguay keinen Balg zur Verfügung. Alle Hinweise in der Literatur bezogen sich für Laubmann auf Ypacahá del ceja blanca von Félix de Azara. Allerdings verwies er auf Roberto Dabbene, der das Verbreitungsgebiet deutlich nach Argentinien erweiterte.